# André Niederlender
André Niederlender (15 octobre 1890 à Paris - 18 juillet 1959) est un préhistorien français, qui a exploré les sites préhistoriques du Lot.

## Biographie

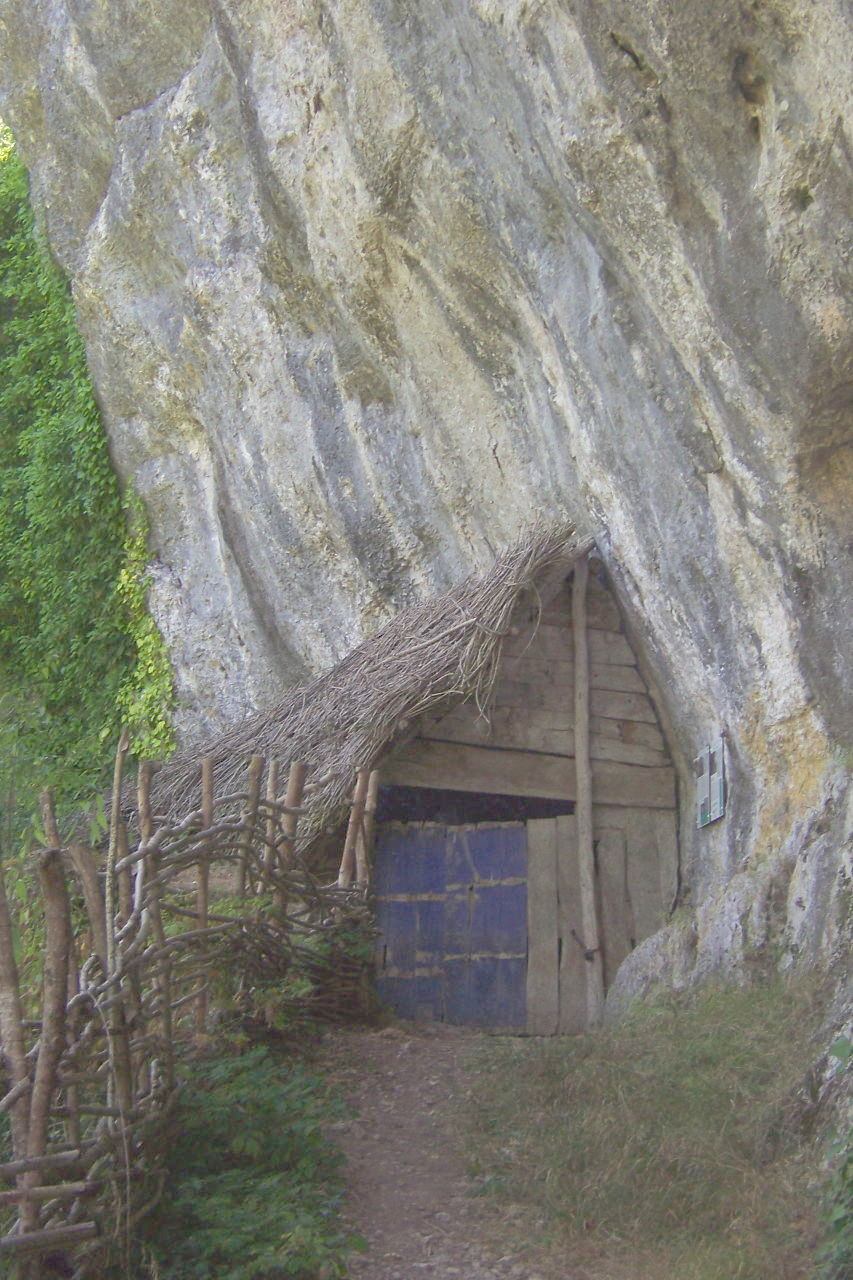
L'abri Pagès sur la gauche de la route du moulin de Caoulet au bord de l'Ouysse.

Le père d'André Niederlender est originaire de Wiesviller, en Moselle, et sa mère de Rocamadour, et ils se sont mariés à Paris (de très nombreux Niederlender sont venus à Paris au cours du XIXe siècle, tous venant de Moselle, avant et après la guerre de 1870). C'est après ce mariage qu'ils sont arrivés dans le Quercy. Après plusieurs séjours dans le Tonkin, son père devient propriétaire de l'hôtel de la gare à Rocamadour.
André Niederlender est né le 15 octobre 1890 à Paris, dans le VIe arrondissement. Il grandit à Rocamadour près de la gare, au contact des nombreux pèlerins. Son père héberge et se lie d'amitié avec Édouard-Alfred Martel, qui étudie le causse de Gramat. Le grand explorateur du gouffre de Padirac se lie d'amitié avec André alors enfant. Il éveille sa curiosité pour les sciences naturelles et le fait participer à ses excursions sur le causse.
André Niederlender commence à étudier la Préhistoire en 1906 sous la direction et avec les conseils d'Armand Viré. Il devient ensuite propriétaire de l'hôtel des voyageurs à Rocamadour-Gare et rencontre les préhistoriens de l'époque comme l'abbé Henri Breuil.
À sa grande déception, de nombreux sites et dolmens ont été fouillés ou plutôt pillés par ses prédécesseurs. Il applique des méthodes rigoureuses car il prend conscience qu'à la fin de la fouille, le gisement est définitivement détruit. Il commente et décrit toutes ses recherches. Le matériel trouvé est déposé en 1943 au musée de préhistoire de Cabrerets.
De 1909 à 1913, il fouille l'entrée de la grotte de Linars dans la vallée de l'Alzou avec l'abbé Amédée Lemozi. Avec Raymond Lacam il étudia :
- Le Mas Viel, commune de Saint-Simon (Lot)
- L'abri Pagès, l'abri du pont de Lapeyre à Rocamadour
- La doline de Roucadour à Thémines
- Le Cuzoul de Gramat où il découvre un squelette surnommé l'homme de Gramat.

En 1925, avec Édouard-Alfred Martel, il débute les fouilles de la grotte de Roucadour. Il travaille avec de nombreux préhistoriens (Bergougnoux, Raymond Lacam, Bernard, Jarige, Morin) et rédige de nombreuses notes envoyées à Jean Arnal qui les publiera.
En 1920, il étudie avec l'abbé Amédée Lemozi la grotte des Merveilles à Rocamadour.
Il est élu maire de Rocamadour de 1929 à 1943.
Il meurt de maladie le 18 juillet 1959.

## Distinctions
- En 1929, officier d'Académie pour les publications de ses travaux et recherches en Préhistoire.
- Le 10 décembre 1952, officier de l'Instruction publique pour Service rendu aux études préhistoriques et spéléologiques.
- En 1978, une salle de la mairie de Rocamadour a été baptisée Niederlender.

## Publications
- André Niderlender, Armand Viré, « Un crâne de Magdalénien finissant à l'abri Murat, commune de Rocamadour », Bulletin de la Société Préhistorique de France, 28 mai 1925.
- André Niderlender, Raymond Lacam et Jean Arnal, Le Gisement néolithique de Roucadour (Thémines -Lot), IIIe supplément à Gallia Préhistoire, CNRS, 1966.